# Anders Hilding (fotograf)
Denna artikel handlar om fotografen Anders Hilding. För politikern med samma namn, se Anders Hilding (politiker).

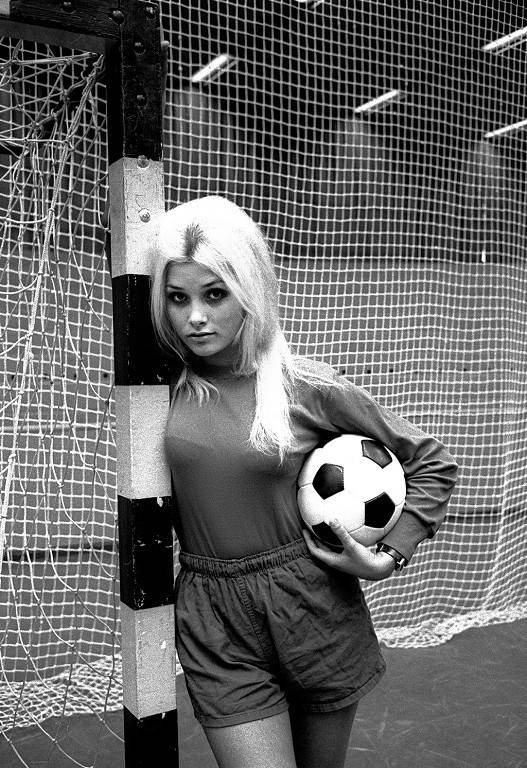
Janet Ågren i Borstahusens Bollklubbs dress. Fotot taget före 1968.
Foto: Anders Hilding

Anders Hilding, född 6 februari 1931, död 23 april 2020 i Haslemere, Surrey, Storbritannien, var en svensk fotograf. 
Hilding var från 1954 fotograf med "Studio Anders Hilding" i Landskrona och under 40 år pressfotograf för Landskrona-Posten. Han flyttade på 1990-talet till Storbritannien.
År 2020 fick han en minnesplatta på Landskrona Walk of Fame.  Hans fotoarkiv finns på Landskrona museum.